# Mellet
Mellet (Wallonisch: Melet oder Melet-dlé-Gochliye; Deutsch: Mellenfeld) ist ein Dorf in der belgischen Provinz Hennegau und eine Teilgemeinde der wallonischen Gemeinde Les Bons Villers. Mellet war eine eigenständige Gemeinde, bis sie im Zuge der Gebietsreform von 1977 der Gemeinde Les Bons Villers angegliedert wurde. Das Dorf wird auch von den Bewohnern der benachbarten Gemeinden als "Dorf der Karotten" bezeichnet. Dieser Spitzname rührt von der reichlichen Karottenzucht her. Karotten dienen sogar als Symbol für die verschiedenen Aktivitäten, die das ganze Jahr über im Dorf stattfinden.

## Geschichte

### Namensherkunft
Die Herkunft des Namens Mellet ist unsicher, und es gibt zahlreiche Möglichkeiten. Der Name könnte vom Lateinischen "melum" (Apfel, Ort, an dem Apfelbäume wachsen) stammen, vom Altfranzösischen "mesle" oder vom Wallonischen "mèsple" (Mispel, Ort, an dem Mispelbäume wachsen) oder vom Altfranzösischen "melé" (Honig, gelblich). Der Name im Deutschen, ein Neologismus, fügt einfach "-feld" hinzu.

## Sehenswürdigkeiten
- Eine alte Heerstraße trennt Mellet vom benachbarten Dorf Villers-Perwin. Die Straße verband Bavay mit Tongern, und das Trasse ist noch heute sichtbar.
- Die Sint-Martin-und-Mutien-Marie-Kirche stammt aus dem 8. und 9. Jahrhundert und besitzt ein gotisches Interieur.
- Der Donjon von Mellet, das einzige Überbleibsel des alten mittelalterlichen Schlosses, ist heute ein Touristenzentrum und beherbergt ein Museum, das sich auf die Geschichte und Folklore des Dorfes sowie auf die Herstellung von Dachziegeln konzentriert.
- Das Geburtshaus von Bruder Mutien-Marie Wiaux befindet sich hinter der Kirche.

## Kultur

### Evenementen
- Jedes Jahr im September findet ein Jahrmarkt statt.
- Während des Jahrmarkts gibt es einen Laufwettbewerb namens "Jogging des carottes".
- Jedes Jahr gegen Ende April findet das traditionelle "Grand Feu de Mellet" statt, eine typisch wallonische Tradition. Es wird eine Umzugparade abgehalten, die bis zum Abend führt, wenn eine Puppe, die eine Hexe darstellt, über einem großen Feuerbrauchtum verbrannt wird.

### Aktivitäten
- Seit 1893 verfügt das Dorf über eine Blaskapelle: die "Harmonie Royale de Mellet". Die Blaskapelle ehrt regelmäßig die deutsche Kultur, indem sie eine 'Oberbayern'-Themenabend veranstaltet, der auf dem Oktoberfest basiert. Die Bewohner können dort Wurst, Sauerkraut essen, Bier trinken und Lieder hören, die von der Band gespielt werden.
- Eine Theatergruppe führt regelmäßig Aufführungen in Wallonisch auf.
- Ein Reitstall bietet Reitunterricht an.
- Das Dorf beherbergt auch eine Pfadfindergruppe.
- Wettkämpfe finden oft auf dem Fußballplatz von Mellet Sport statt.